# Oblastní soutěž (fotbal)
Oblastní soutěž byla v ročnících 1948 (hrána na podzim 1948 jako Zemská soutěž) a 1949 (systémem jaro–podzim) druhou nejvyšší fotbalovou soutěží na území Československé republiky. Nahradila nejvyšší zemské soutěže (divize) zrušené po skončení ročníku 1947/48 v souvislosti s únorem 1948 a připravovaným zrušením zemského zřízení k 31. prosinci 1948.
V sezoně 1950 a dále v ročnících 1955 až 1959/60 byla třetí nejvyšší soutěží. V období 1951–1954 byla nahrazena krajskými soutěžemi (1951) a přebory (1952–1954) a od sezony 1960/61 ji nahradily krajské přebory.
Z druholigového ročníku 1948 nepostoupilo do nejvyšší soutěže v roce 1949 žádné mužstvo. Stejně tak nepostoupilo žádné mužstvo z třetiligového ročníku 1950, po skončení druholigového ročníku 1950 byla totiž druhá liga zrušena a v období 1951–1952 de facto neexistovala. Na nejvyšší soutěž v letech 1951 a 1952 navazovaly na dvě desítky skupin krajských soutěží, které však zdaleka neměly druholigovou úroveň. Druhá nejvyšší soutěž byla obnovena od ročníku 1953, kdy už pozvolna odeznívalo reorganizační šílenství z let 1948–1952.

## Vývoj názvu, úrovně, počtu skupin a účastníků
Zdroj: 
- 1948: Zemská soutěž (II. liga, 4 skupiny, 50 účastníků)
- 1949: Oblastní soutěž (II. liga, 4 skupiny, 56 účastníků)
- 1950: Oblastní soutěž (III. liga, 4 skupiny, 48 účastníků)
- 1955: Oblastní soutěž (III. liga, 6 skupin, 71 účastník)
- 1956–1957/58: Oblastní soutěž (III. liga, 6 skupin, 72 účastníci)
- 1958/59–1959/60: Oblastní soutěž (III. liga, 6 skupin, 84 účastníci)

Poznámky
- Skupiny přibližně kopírovaly zemské členění používané v ročnících 1934/35 až 1947/48, od sezony 1955 však rozdělení nebylo pevně dané. Tři skupiny (sk. A–C, 1948–1950: A–B) obsahovaly převážně české celky, čtvrtá skupina týmy moravské a slezské (sk. D, 1948–1950: sk. C), poslední dvě skupiny (sk. E–F, 1948–1950: sk. D) pak týmy slovenské. Obzvláště moravské kluby se často účastnily více než jedné skupiny, unikátním byl případ Sokola Lanžhot, který byl po skončení sezony 1957/58 přeřazen z moravskoslezské skupiny D do slovenské skupiny E. Jedná se o jediný případ, kdy klub z českých zemí hrál slovenské soutěže (I.–III. liga).
- Ročník 1948 byl hrán jednokolově na podzim 1948 z důvodu přechodu na hrací systém jaro–podzim dle sovětského vzoru.
- Ročníky 1949–1956 byly hrány systémem jaro–podzim.
- Ročník 1957/58 byl hrán tříkolově na jaře 1957, na podzim 1957 a na jaře 1958 z důvodu přechodu zpět na hrací systém podzim–jaro.

## Přehled vítězů
Zdroj: 
- 1948 – SK Viktoria Žižkov (sk. A), MZK Pardubice (sk. B), SK VŽ Vítkovice (sk. C) a ŠK Sparta Prešov (sk. D)
- 1949 – ZSJ ČSD Plzeň (sk. A), ZSJ OD Čechie Karlín (sk. B), ZSJ Vítkovické železárny (sk. C) a JTO Sokol Sparta Prešov (sk. D)
- 1950 – ZSJ Uhlomost Most (sk. A), ZSJ AZNP Mladá Boleslav (sk. B), ZSJ MEZ Židenice (sk. C) a ZSJ Odeva Trenčín (sk. D)
- 1955 – DSO Spartak Praha Motorlet (sk. A), DSO Lokomotiva Plzeň (sk. B), DSO Lokomotiva Nymburk (sk. C), DSO Tatran Prostějov (sk. D), DŠO Iskra Odeva Trenčín (sk. E) a DŠO Lokomotíva Spišská Nová Ves (sk. F)
- 1956 – DSO Spartak Ústí nad Labem (sk. A), DSO Slavoj České Budějovice (sk. B), DSO Slavoj Liberec „B“ (sk. C), DSO Jiskra Gottwaldov (sk. D), DŠO Tatran Topoľčany (sk. E) a DŠO Spartak Košice „B“ (sk. F)
- 1957/58 – TJ Dynamo Praha „B“ (sk. A), VTJ Dukla Tábor (sk. B), TJ Jiskra Semtín (sk. C), TJ Spartak Královo Pole Brno (sk. D), TJ Iskra Odeva Trenčín (sk. E) a TJ Spartak Považská Bystrica (sk. F)
- 1958/59 – TJ Baník Most (sk. A), TJ Dynamo České Budějovice (sk. B), TJ Jiskra Úpice (sk. C), VTJ Dukla Olomouc (sk. D), TJ Tatran SZ Lučenec (sk. E) a TJ Spartak Martin (sk. F)
- 1959/60 – TJ Dynamo Kobylisy (sk. A), VTJ Dukla Tábor (sk. B), TJ Spartak ZJŠ Brno (sk. C), TJ Spartak Královo Pole Brno (sk. D), TJ ÚNV Slovan Bratislava „B“ (sk. E) a TJ Slavoj Trebišov (sk. F)

Poznámky:
- 1959/60: Po čtyřech sezonách ve skupině „D“ (1955–1958/59) byl Spartak ZJŠ Brno (dobový název Zbrojovky Brno) zařazen do skupiny „C“.